# Rosario Mining Company
La Compañía Minera Rosario de Nueva York y Honduras, conocida como Rosario Mining Company, o sus siglas en inglés (NYHRMC) era una empresa de propiedad estadounidense y que operaba en la mina Rosario de la cual fue gran productor de oro y plata, dicha sede estuvo en la república de Honduras y luego compró acciones mineras en Nicaragua y después en El Salvador.

## Fundación
Siendo presidente de Honduras, Marco Aurelio Soto resolvió que las empresas mineras que invirtieron en la mina en San Juancito, tuvieran  exenciones fiscales con 20 años de exoneración de todo tributo ofrecido para las empresas mineras con el fin de que continuaran operando en el país, cada concesión firmada estaba pactada con una duración de veinte años, a su vez, creó el Ministerio de Minas con el fin de que registrara y administrara a dichas empresas. El general Enrique Gutiérrez que a su vez era ministro del gobierno de Soto y el mismo Marco Aurelio Soto conformaron propiedad y unión mercantil de la "Mina Rosario" que gozaba de estas resoluciones gubernamentales, a su vez, la empresa adjunto socios extranjeros y reunieron alrededor de US$ 1,500,000 que representaba el capital de la nueva empresa, conformaron la Rosario Mining Company (Compañía Minera Rosario); por otro lado, el señor Abelardo Zelaya rico minero y exministro de Soto y el general Luis Bográn asociaron capitales con socios de New York y Chicago invirtiéndose así en la consolidada empresa minera Rosarina. En 1880, Julius Valentine, originario de la ciudad de Nueva York, organizó el intercambio de 50% de las acciones de la sociedad a los derechos mineros de los yacimientos de El Rosario en San Juancito que eran propiedad de Soto. Julius, era hijo del empresario Washington S. Valentine, -primer socio de la empresa minera-, Julius asumió el puesto de su padre y se convirtió en el mascarón de proa de la corporación. La firma pronto se convertiría en la mayor compañía minera del país, también asegurado el control del muelle y el ferrocarril en Puerto Cortés en la costa atlántica de Honduras.
En 1888, Washington S. Valentine fundó el primer banco privado en Honduras, el Banco de Honduras con sede en Tegucigalpa. Valentine y el entonces presidente de Honduras, general Luis Bográn, como Santos Soto Rosales tenían participaciones activas en dicho banco.
La mina Rosario consistió en seis participaciones mineras, cada una de 600 yardas de largo por 200 de ancho, algo menos de 500 acres (2,0 km²), donde tenía todos los derechos mineros, madereros y de agua.
Marco Aurelio Soto, era un importante accionista de la empresa minera y para mantener esta paridad económica, uno de sus hijos se casó con una hija de Washington S. Valentín

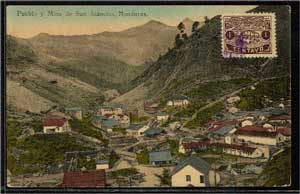
Postal alusiva que refleja como era la localidad Minera de San Juancito, Honduras. (1920)

## 1900 a 1929
En 1904 las acumulaciones de subvención del Gobierno de Honduras y más las compras, aumentaron el territorio de más de 12.000 acres (20 millas cuadradas) de la empresa, por dicha compra se había adquirido los derechos sobre la madera en los pueblos colindantes de Cantarranas y Valle de Ángeles. La mina tenía 16 plantas, 100 pies (30 m) de distancia, con conexiones regulares. El nivel más profundo corre unos 11.2 kilómetros en la montaña. Reservas de mineral de estimaciones en 1904 fueron 64.897 toneladas. En ese año, la compañía produjo 1.172.377 oz de plata, 5.202 oz de oro, de un valor total de $ 721,374.87. Gastos en Honduras fueron de $ 396,842.72 y gastos brutos fueron de $ 543,294.16, dejando una ganancia neta de $ 217,289.78.
El 24 de agosto de 1916, los contables de la New York & Honduras Rosario Mining Company votaron a favor de aumentar el tablero nueve-once. Una de las nuevas vacantes se llenó por H. A. Guess, director general de la Secretaría de Minería de la Fundición y Refinería de América, propiedad de Daniel Guggenheim. Ambas Compañías se identificarón de cuya relación mantuvieron durante quince años, nombrándose consultores Braden Cooper y Chile Cooper Empresas (Chile Cooper Enterprises).
El 30 de abril de 1917, la Compañía obtuvo una participación mayoritaria en la mina de San Marcos, ubicado en Sabana Grande, Honduras; y de la cual era propiedad de la Sabana Grande Honduras Mining Company.
William A. Prendergast fue seleccionado como presidente de la compañía en 1919. En 1920 W. S. Valentine ya no participaba en el Consejo de Administración, seguidamente en 1922 Prendergast se convierte en el presidente del Consejo de Administración y Lewis L. Clarke, presidente de la Sociedad.

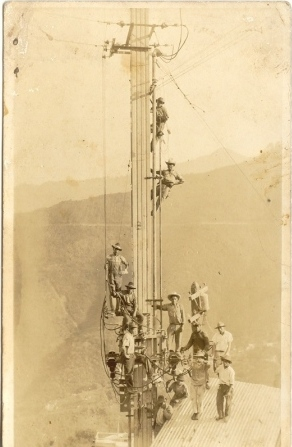
Trabajos de instalación eléctrica en San Juancito, Honduras.

## 1930 – 1978
En 1930 el consejo de administración estaba conformado así:
| Cargo      | Nombre                  |
| ---------- | ----------------------- |
| Presidente | W.M. Prendergast        |
| Consejero  | Sídney Abbey            |
| Consejero  | W. C. Langley           |
| Consejero  | Lewis L. Clarke         |
| Consejero  | W.L. Saunders           |
| Consejero  | H.A. Guess              |
| Consejero  | M.F. Soto               |
| Consejero  | Irving Heidell          |
| Consejero  | Ambroise G. Todd        |
| Consejero  | Dr. J. Ralph Jacoby     |
| Consejero  | Dr. Julius J. Valentine |
| Consejero  | P. R. Weiler            |

En 1954, Robert M. Reininger asumió el liderazgo de la NYH Rosario Mining Company con 75 años de edad, por ese entonces la mina de San Juancito vieja y agotada de oro, emprendió la inmediata producción de una pequeña mina nueva El Mochito. De estos recursos limitados, Reininger construyó a la Rosario en una empresa potente y diversificada ya que abarcó los rubros de la minera y el petróleo, con los intereses que se extendían hacia América del Norte, América del Sur y el Mar del Norte.
Bajo el liderazgo de Reininger, El Mochito, con su rico mineral de plata, pronto se convirtió en el mayor productor de metales preciosos de Centroamérica. Fuera de las ganancias de El Mochito, la Rosario realizó inversiones exitosas en nuevos proyectos en Estados Unidos, Canadá, México, Perú, Nicaragua y la República Dominicana, así como importante descubrimiento de gas de Canadá en 1969 y 1970, el juego de petróleo en el Mar del Norte británico. De estos proyectos fluía un cuerno de la abundancia de oro, plata, cobre, plomo, zinc, mercurio, granito, piedra caliza, y el petróleo. Estas propiedades, en su mayoría desarrollados internamente, multiplican el valor de la empresa muchas veces a partir de 1954 hasta 1980, cuando fue adquirida por Rosario AMAX, Inc.
En 1969, Rosario descubrió el depósito de óxido de oro de Pueblo Viejo en la República Dominicana y en 1975 ésta mina se elevó como una de las mayores minas de oro en las Américas, la producción de más de 400.000 onzas por año. También en 1969, Rosario descubrió un prolífico campo de gas de Alberta, hasta ese momento el mayor yacimiento de gas que se encuentra en Canadá. En la década de 1960, la compañía adquirió un negocio de minerales industriales, la producción de granito y piedra caliza en la Florida. En 1973, la compañía cambió el nombre a Rosario Resources Corporation para reflejar su mayor diversificación geográfica y de productos; y en 1976, con la adquisición de la Compañía Fresnillo de México ayudó a convertirse en el mayor productor de plata en el Hemisferio Occidental.
A finales de 1970, el rápido aumento de los precios de todos los productos, la Rosario de acuerdo a sus beneficios fue objeto de deseo por espectaculares y se convirtió en un objetivo muy visible para las grandes empresas en busca de crecimiento. Después de una pelea pública de adquisición, Reininger negoció las condiciones muy gratificantes para la fusión de la compañía en AMAX y en abril de 1980 AMAX Inc. adquirió Rosario Resources Corporation por US$ 465 millones dólares. La vida independiente de la influyente y trepidante empresa terminó.
En 1993, se fusionó con AMAX Chipre Minerals Company para crear Cyprus Amax Recursos.

## Minería en Honduras
Las montañas alrededor de la zona de Tegucigalpa fueron conocidas en gran parte por contener depósitos de oro y plata desde la colonización española, lo que llevó a ser explorada por los buscadores de fortuna de Centroamérica y Estados Unidos, entre otros lugares.
En 1880, tras la correspondiente negociación con el frágil gobierno de Honduras, The New York y Honduras Rosario Mining Company con su sede establecida en los EE. UU. y con zona de trabajo en Honduras, tomó una mina muy conocida localizada en San Juancito, situada a 40 kilómetros al noreste de Tegucigalpa y en la próxima década produjo US$ 3.000,000 (tres millones de dólares) en oro y plata. A principios del siglo XX contaba con poco más de un millar de trabajadores.
La riqueza mineral de las montañas de San Juancito fue descubierto por primera vez por los indios nativos ya en el siglo XV. Más tarde, fue explotada por los conquistadores españoles. Pero no fue hasta 1880, y la llegada de la NYH Rosario Mining Company que el área natural se transformó evidentemente, durante las próximas décadas, las ciudades de El Rosario y San Juancito se hincharon de población migrante que venía a trabajar, de ser unos pocos cientos los habitantes se elevarón hasta más de 40.000. Otro factor de cambio fueron los bosques, los árboles fueron talados para proporcionar madera para casas y oficinas y para reforzar los ejes de mina.
La mina tenía las siguientes venas: el sur de San Miguel, el norte de San Miguel-Concepción, Rosario, San Joaquín, Candelaria, Guadalupe, West, South West, Jucuara, Colonia, Nueva, Socorro, San Vicente de la vena, Capitana, Culebra, Crisanta, Buena Ventura, Noroeste, Catalina, Norte, Los Cedros.
Durante sus 74 años de operación, la Nueva York y Honduras Rosario Mining Company extrajeron US$ 100 millones de dólares en oro, plata, cobre y zinc de las montañas de San Juancito. El Rosario tuvo un enorme impacto en el paisaje local. Bosques enteros fueron sacrificados para satisfacer la gran cantidad de madera necesaria para construir las instalaciones subterráneas, edificios y casas; se construyeron carreteras para el transporte de vehículos por donde se transportaban los minerales y los obreros. 
De la Compañía Minera Rosario se rumorea que estuvo involucrado en el cambio de la capital de Honduras, la cual tenía a la ciudad colonial Comayagua, siendo trasladada hacia su rival Tegucigalpa, que está más cerca de la mina, por ese entonces el presidente de Honduras, Marco Aurelio Soto, tenía acciones significantes en la empresa y con eso beneficiaba a la misma. 
La empresa llegó a su apogeo durante la década de 1920, cuando más de tres mil mineros trabajaban en la mina, existía un consulado de Estados Unidos en El Rosario. La firma estadounidense construyó viviendas, oficinas, terrazas, túneles y varias rutas que atraviesan la región de la montaña. Como resultado de la participación de la empresa en Honduras, el área se convirtió en la primera en tener una planta hidroeléctrica y telégrafo instalado, así como la primera planta embotelladora de Pepsi en Centroamérica. La ciudad adyacente de San Juancito tenía energía eléctrica antes de la ciudad capital de Tegucigalpa.
La extracción en la mina cesó en 1954, después de 75 años, debido a una huelga general. La empresa minera cerró y miles de personas abandonaron la zona en busca de trabajo. Después de medio siglo sin intervención, permitierón que el bosque vuelva a crecer y gran parte de los trabajos de la mina Rosario están ahora dentro del parque nacional La Tigra.

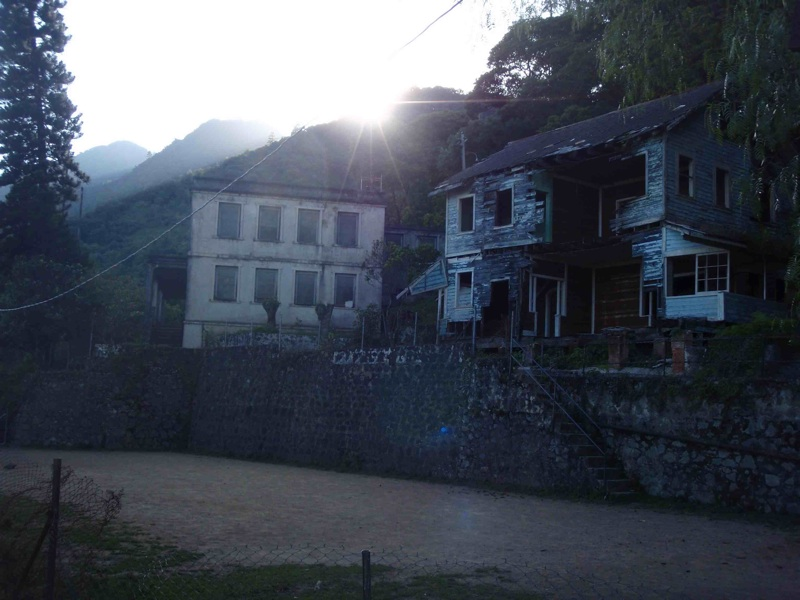
Edificio antiguo que perteneció al Consulado de Estados Unidos en la zona de San Juancito, Honduras.

## Minería en Nicaragua

### Grupo Bonanza
En 1935, la NYHRMC adquirió una opción sobre algunas propiedades mineras de oro en Nicaragua. Estas propiedades fueron el Grupo Bonanza de Minas, perteneciente a la Compañía Minera Edén y Tunky Transporte y Power Company, controlada por Benj. C. Warnick & Company, Limited, de Wilmington, Delaware, Estados Unidos de América. La opción inicial se obtuvo el 2 de agosto de 1935, pero no pasó a ser operativo hasta que se denominó como "Grupo Bonanza", lo que se logró hasta 12 de junio de 1936 y la opción original de operación y fusión en una sola empresa fue hasta el 15 de julio de 1936, donde se prevé un periodo de exámenes de dieciocho meses, sin perjuicio de la extensión bajo ciertas condiciones administrativas y regulatorías.
Una vez asociado la NYHRMC y con todos los derechos en virtud de la fusión, los resultados fueron: Smelting and Refining Company de América (53,9%), Primer Ministro Compañía minera de oro (10%), Terra Nova Properties Limited (5%), HA Adivina (1,1%). La NYHRMC mantuvo un 30% de las acciones. También había sido adquirida por la compra de las propiedades de la Constancia Consolidated Incorporated, la mina de Experiencia, y una opción la de la Mina de la Estrella Solitaria.
El 22 de junio de 1936 NYHRMC firmó un contrato con el Gobierno de Nicaragua para iniciar una operación minera en el Pis Pis, Distrito del Departamento de Zelaya. El 11 de septiembre de 1936, el contrato fue trasladado a Neptuno Gold Mining Company. Este contrato incluye los derechos sobre un área doce millas (19 kilómetros) de largo y dos millas (3 km) de ancho.
El 14 de enero de 1938, se decidió ejercitar las opciones de compra de otras propiedades y los adquiridos, se transfirieron a una nueva compañía, la Compañía Minera de Oro Neptuno, organizada bajo las leyes del Estado de Delaware, con un capital social de 20.000 acciones sin valor nominal. Sus oficiales fueron: Harry A. Guess, presidente; William A. Prendergast, vicepresidente; Forrest G. Hamrick, vicepresidente; John C. Emison, tesorero; Edwin C. Corson, tesorero adjunto; George A. Brockington, secretario; Howard L. Goodenough, subsecretario. Sus directores fueron Harry A. Guess, William A. Prendergast, Forrest G. Hamrick, Clyde M. Spargo, y Richard F. Goodwin.
El 10 de julio de 1940, el contrato con el Gobierno de Nicaragua se extendió hasta el 23 de julio de 1946. En 1946 el contrato fue prorrogado una vez más, hasta el 23 de julio de 1951. Mariano Argüello Vargas, actuó en representación de la Compañía Minera de Oro Neptuno. El contrato establecía una cuota anual de US$ 0,25 por hectárea que debe abonarse por la Sociedad para el Gobierno de Nicaragua.

### Siuna
La mineralización de oro fue descubierto por primera vez en la zona de Siuna a finales de 1800 por los indígenas que informaron resultados favorables de lavado de oro. A finales del siglo XIX, José Damaso Valle, un buscador de oro, originario de León descubrió 14 minas de oro y los registró en su nombre en el Registro de Bluefields. La primera minera organizada, a pequeña escala se llevó a cabo por La Luz y Los Ángeles Mining Company entre 1908 a 1928, tiempo durante el cual un estimado de 523,000 toneladas cortas con una ley de 0,25 oz / ton fue producido oro.
En 1909, La Luz y Los Ángeles Mining Company, propiedad de James Gilmore Fletcher y sus hermanos, G. Fred & D. Watson Fletcher y Henry P. Fletcher, adquirieron una concesión para la explotación de minerales en Siuna. Esta compañía tenía su sede en Pittsburgh, de la cual Philander Knox era su abogado. El señor Adolfo Díaz, más tarde pasaría a ser el presidente de Nicaragua, actuó como secretario de la empresa desde 1901 hasta 1910.
En julio de 1936, la propiedad de La Luz fue seguida por la Compañía Minera de Nevada Tonopah, en asociación con Ventures Limited. La opción fue ejercida en julio de 1938 y una empresa canadiense, La Luz Mines Limited, se fusionó. El coste de la adquisición, equipamiento y operación fue de más de US$ 3 millones; la inversión de Tonopah era de US$ 240.000 con 120.000 acciones de capital o el diez por ciento de las acciones en circulación. Pero, la Ventures Limited y su filial mantienen el resto de las acciones individuales.
Los directores ejecutivos de La Luz Mines Limited fueron también los principales ejecutivos y miembros de la junta directiva de la Compañía Minera de Nevada Tonopah. Ventures Limited fue un importante accionista de Tonopah y míster Thayer Lindsley ocupó el cargo de presidente de ambas compañías. 
En la propiedad de La Luz Mines Limited, su construcción activa comenzó en noviembre de 1938, con un molino de cianuro, planta eléctrica, talleres de maquinaria y carpintería, calera, un comisariato y la estación de río. La fábrica comenzó a funcionar en agosto de 1939, aunque sin el trabajo de extracción a cabo en la mina, durante el período de desarrollo de la empresa. La mina fue un éxito completo, de cuyos beneficios netos a mediados y finales de la década de 1940 se mostraban en la bolsa. En 1952, la Compañía Minera de Nevada Tonopah vendió 6.000 acciones de La Luz Mines Limited social reduciendo su cantidad de acciones a 114.000.
La Luz Mines Ltd. operó la mina de oro continuamente por métodos de tajo abierto y subterráneo hasta 1968. La producción sólo se detuvo cuando un huracán dañó permanentemente la planta hidroeléctrica de la mina. Durante este período, se calcula que unos 17 millones de toneladas cortas de oro sin calificaciones se produjerón 0,12 oz / ton. Sin embargo, debido al aumento en el precio del cobre durante la guerra de Vietnam, y el descubrimiento de la mina de cobre en Rosita, esta empresa tenía las mayores ganancias generales en Nicaragua en 1960. En 1973, Rosario Mining Company compró las acciones por US$ 1.468.425 (USD). En 1978, las ventas superaron los US$ 61,692 (USD).

## Minería en El Salvador
NYHRMC también operó en la república de El Salvador en una mina subterránea conocida como de El Dorado, a 65 km al este de San Salvador entre 1948 a 1953, con una producción de aproximadamente 270.000 toneladas de mineral de un rendimiento de unas 72.500 onzas troy (2.250 kilogramos) de oro con una ley promedio de 9,7 g / t. El funcionamiento de la mina se centraba en el sistema de la vena Minita (una de un gran número de vetas de oro y sistemas de vetas identificadas en el proyecto el Dorado). El oro se recuperó de una forma sencilla molino de cianuro y las recuperaciones en exceso se lograron obtener un 90 %.

## Directores
- Washington S. Valentine
- Julius Valentine
- William A. Prendergast
- Robert M. Reininger